# أوديرزو
أوديرزو (بالإيطالية: Oderzo) هي بلدية في مقاطعة تريفيزو في إقليم فينيتو في إيطاليا.

## السكان
في سنة 1871 بلغ عدد السكان 8٬027 نسمة، وتطور العدد ليصل في سنة 2011 لـ 20٬068 نسمة.
يظهر هذا المخطط البياني تطور النمو السكاني لـ أوديرزو

## توأمة
لأوديرزو اتفاقيات توأمة مع:
- سوفولك

## أعلام
- فالنتينا سيرينا
- والتر بريسان
- ألبرتو مارتيني
- ستيفانو دال أكوا
- ماريا تشيارا